# セレナーデ第6番 (モーツァルト)
セレナード第6番 ニ長調 K. 239 は、ヴォルフガング・アマデウス・モーツァルトが1776年に作曲したセレナード。管楽器を省いた小規模な編成で構成され、また『セレナータ・ノットゥルナ』（Serenata notturna、イタリア語で「夜のセレナーデ」という意味）の通称で知られる。

## 概要
本作が作曲された1776年は「機会音楽の年」（または「セレナード音楽の年」）と呼称される程、数多くのセレナード（第7番『ハフナー』や第8番『ノットゥルノ』など）やディヴェルティメント（第9番から第13番）などが作曲されている。この当時のモーツァルトは、ザルツブルクの宮廷でお抱えの音楽家としてその職務を行っており、宮廷では主に娯楽的・社交的な音楽作品を生み出していたからであった。
本作は1776年の1月にザルツブルクで書かれ、作品の成立や初演、どのような機会で作曲されたかについては不明であるが、研究家のニール・ザスロー（Neal Zaslaw）はその年の特殊な行事（おそらく謝肉祭）のために作られたものと推測している。また他のセレナードと比べて楽器編成や楽章構成が小規模な点や作曲時期が冬場の1月であることから、野外ではなく室内での演奏を目的として書かれたものではないかと考えられている。
イタリア語のタイトルの「ノットゥルナ」は父レオポルト・モーツァルトによって自筆譜に書き記されたもので、この言葉の音楽的意味は定かではない。しかしモーツァルト自身は複数のオーケストラ群を用いた音楽を「ノットゥルナ」と常に称していたという。
自筆譜はパリのフランス楽士院図書館に保存されている。

## 楽器編成
モーツァルトの一連のセレナーデの中では最も規模が小さく、他には見られない異色な内容をもつ作品である。管楽器が省かれ、2群に分けられた弦楽アンサンブルとティンパニで構成されている。この編成からバロック音楽における合奏協奏曲（コンチェルト・グロッソ）を連想させ、それぞれのグループは独奏群（コンチェルティーノ）と合奏群（リピエーノ）の役割が与えられている。
- 第1群：独奏ヴァイオリン2、ヴィオラ、ヴィオローネ（コントラバス）。
- 第2群：ヴァイオリン2部、ヴィオラ2部、チェロ、ティンパニ。

## 曲の構成
全3楽章、演奏時間は約12分。
- 第1楽章 行進曲：マエストーソ
ニ長調、4分の2拍子、行進曲の付いたソナタ形式。
お使いのブラウザーでは、音声再生がサポートされていません。音声ファイルをダウンロードをお試しください。
通常のセレナーデは楽士の入場と退場のために行進曲を付けることが多い。この曲の第1楽章が行進曲で書かれているのは、その通例に従っていることである。ティンパニと弦楽の力強い導入に続いたあと、独奏第1ヴァイオリンによる流れるような第1主題とイ長調の第2主題がソロ部分の交替で呈示される。展開部では独奏群と合奏のピッツィカートの対話があらわれる。

- 第2楽章 メヌエット
ニ長調 - ト長調、4分の3拍子）。
お使いのブラウザーでは、音声再生がサポートされていません。音声ファイルをダウンロードをお試しください。
お使いのブラウザーでは、音声再生がサポートされていません。音声ファイルをダウンロードをお試しください。
ヴァイオリン群の全奏による優雅でリズミカルな主題で始められ、トリオではリピエーノは沈黙し、独奏楽器群が活躍する。ここでは主に3連符の伴奏音型に支えられ、独奏第1ヴァイオリンがト長調の旋律を奏でる。トリオはメヌエットの主題の付点リズム型に基づく。

- 第3楽章 ロンドー：アレグレット
ニ長調、4分の2拍子、ロンド形式。
お使いのブラウザーでは、音声再生がサポートされていません。音声ファイルをダウンロードをお試しください。
フランス風（あるいは民謡風）な主題により、2群のアンサンブルによって始められる。

## 参考資料
- 『作曲家別最新名曲解説ライブラリー13 モーツァルト1』 音楽之友社
- 『最新名曲解説全集4 管弦楽曲1』 音楽之友社
- 『モーツァルト名盤大全』 音楽之友社、2006年